# Województwo brzeskie (1793)

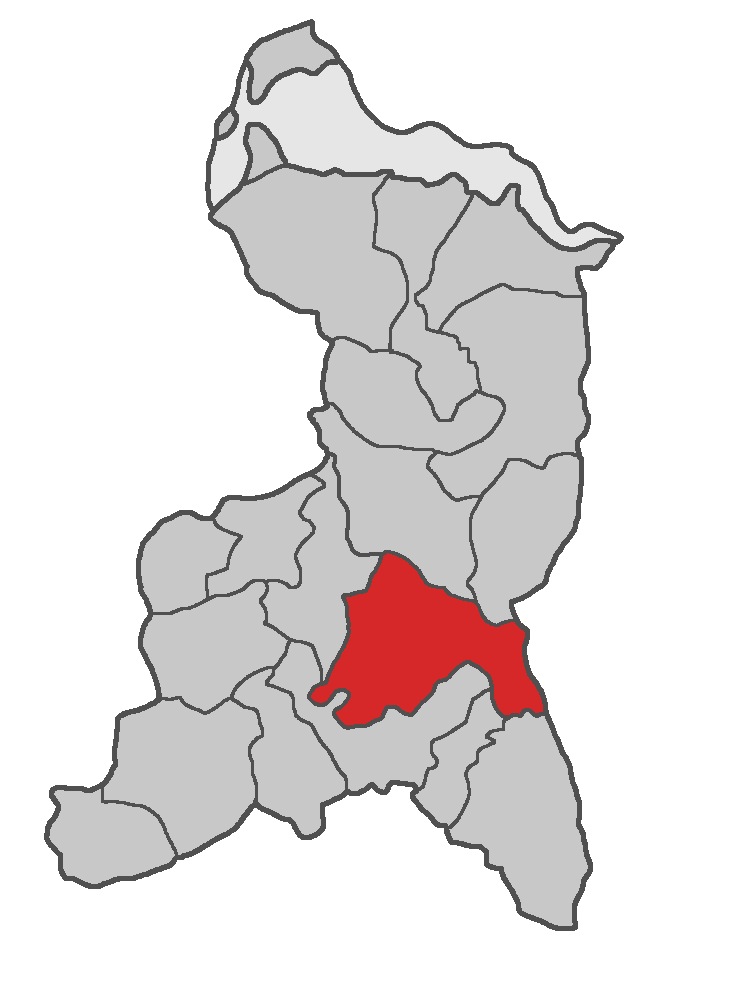
Województwo brzeskie na tle województw utworzonych na sejmie grodzieńskim

Województwo brzeskie (również województwo brzeskie litewskie) zostało utworzone na sejmie grodzieńskim 23 listopada 1793 r. ze stolicą w Brześciu Litewskim. Nie zostało w pełni zorganizowane w związku z rozpoczęciem insurekcji kościuszkowskiej.
Województwo miało mieć w Sejmie dwóch senatorów (wojewodę i kasztelana) i sześciu posłów wybieranych na cztery lata (po dwóch z każdej ziemi).
Województwo dzieliło się na trzy ziemie:
- brzeską składającą się z dawnych parafii, oprócz tych, które przyłączono do ziemi kobryńskiej i bereskiej
- kobryńską składającą się z parafii: kobryńskiej, zbierochowskiej, kiwatyckiej, horodeckiej, dywinskiej, braszewickiej, prużańskiej i szereszowskiej
- bereską na miejscu powiatu pińskiego; składającą się z pozostałych przy Polsce parafii powiatu pińskiego oraz parafii olszewskiej z powiatu słonimskiego i parafii: berezkiej, sieleckiej i siechniewickiej.